# Budynek Zgromadzenia Państwowego Słowenii
Budynek Zgromadzenia Państwowego Słowenii – budynek w Lublanie, stolicy Słowenii, będący siedzibą parlamentu Słowenii. Na obiekt składa się modernistyczna budowla oddana do użytku w 1959 roku oraz połączony z nią (od 1991 roku) budynek w stylu secesyjnym z 1879 roku.

## Historia
Po powstaniu Socjalistycznej Republiki Słowenii nie było w republice obiektu przeznaczonego na obrady Zgromadzenia Ludowego. Odbywały się one głównie w budynku kasyna oraz w budynku Filharmonii Słoweńskiej (oba zlokalizowane przy placu Kongresowym w Lublanie). W 1947 roku architekt Jože Plečnik stworzył ambitny projekt monumentalnego budynku z wysokim, szpiczastym dachem (tzw. „Katedrala svobode”). Obiekt ten z przyczyn finansowych jednak nie powstał. Ostatecznie budowę nowej siedziby Zgromadzenia Ludowego rozpoczęto w 1954 roku. Do realizacji przyjęto modernistyczny, dużo mniej efektowny, funkcjonalny projekt autorstwa Vinko Glanza. Budynek powstał przy placu Republiki, obok budynku dawnej kasy oszczędnościowej. Głównym wykonawcą była firma Tehnika. Uroczystego otwarcia obiektu dokonano 19 lutego 1959 roku, w 15. rocznicę pierwszego posiedzenia Słoweńskiego Komitetu Wyzwolenia Narodowego.
W 1991 roku, po uzyskaniu przez Słowenię niepodległości, obiekt stał się siedzibą słoweńskiego parlamentu. Obradują w nim obie izby parlamentu, Rada Państwa (w małej sali) i Zgromadzenie Państwowe (w wielkiej sali, przebudowanej w 2000 roku). W 1991 roku połączono również obiekt z sąsiadującym budynkiem z fasadą od strony ulicy Tomšiča, który odtąd jest częścią parlamentu. Budynek ten, wybudowany w stylu secesji, został oddany do użytku w 1879 roku jako siedziba Kranjskiej hranilnicy, pierwszej instytucji bankowej działającej na słoweńskich ziemiach. W czasach socjalistycznych obiekt ten pełnił rolę siedziby Komitetu Centralnego Komunistycznej Partii Słowenii.

## Opis
Nowsza część budowli, powstała w latach 1954–1959 według projektu Vinko Glanza, mieści sale obrad obu izb parlamentu. Posiada ona sześć kondygnacji i wybudowana została w stylu modernistycznym. Jej fasada znajduje się po stronie placu Republiki. Jedynym ozdobnym elementem w wyglądzie zewnętrznym jest portal umiejscowiony w środkowej części fasady, udekorowany rzeźbami ludzkich postaci autorstwa Karela Putriha i Zdenko Kalina. Nowsza część od 1991 roku połączona jest z budynkiem z 1879 roku, wybudowanym w stylu secesji. Jego fasada mieści się od strony ulicy Tomšiča. Budynek ten posiada pięć kondygnacji. Łącznie cała struktura posiada 285 pomieszczeń oferujących 12 350 m² powierzchni użytkowych.